# Црква брвнара у Крњеву
Црква брвнара у Крњеву, месту у општини Велика Плана, припада групи најстаријих цркава брвнара у Србији, подигнута је у првој половини 18. века и као непокретно културно добро има статус споменика културе од великог значаја.

## Изглед цркве
Црква је посвећена Светом Георгију, подигнута је као грађевина једнобродне основе са полигоналном олтарском апсидом и дограђеним зиданим правоугаоним тремом на западу. Временом су талпе премалтерисане са спољашње и унутрашње стране, зидови су окречени у бело, шиндра замењена бибер црепом и притом промењен и нагиб кровних равни. Са спољашње стране у малтерској обради изведени су пиластри, а испод стрехе низ слепих аркада. Све преправке допринеле су да црква изгуби карактеристике праве брвнаре.
Унутрашњи простор је засведен дрвеним коритастим сводом од шашовца, који је декоративно обогаћен са три розете, различите обраде. На таваници трема такође се налази розета. Амвон, крстионица и часна трпеза исклесани су у камену.
У цркви се чува збирка икона са краја 18. и почетка 19. века, а на иконостасу се налазе старе иконе које припадају различитим периодима. Црква поседује и велики број вредних старих и ретких књига.
Поред цркве брвнаре у порти се налази масивна дрвена звонара и стара зграда школе из 1779. године. Ова зграда се данас користи за црквене потребе. У непосредном окружењу порте налази се гробље формирано још 1820. године, на коме и данас постоји континуитет у сахрањивању, а у самој порти, северно од цркве, био је сахрањен смедеревски војвода Ђуша Вулићевић.